# خلاص (مسيحية)

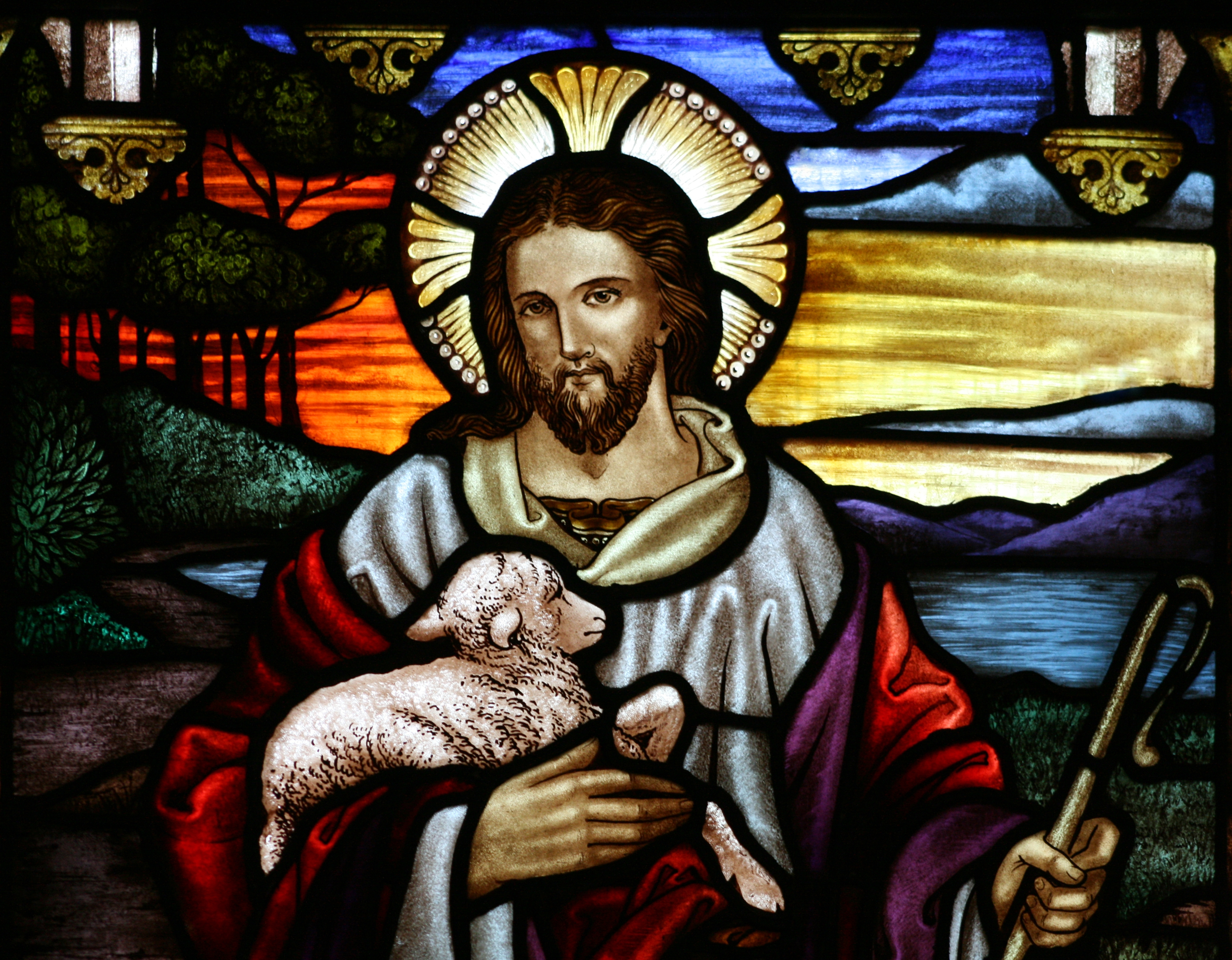

الخلاص في المسيحية أو المصالحة الإلهية (أو النجاة أو الفداء) هو «حفظ الإنسان من الخطيئة وعواقبها، ومن ذلك الموت والانفصال عن الله» بموت المسيح وقيامته، والتكفير باتباع هذا الخلاص.
إن فكرة موت يسوع بوصفه غفرانًا للخطيئة الإنسانية مأخوذة من الكتاب العبري، وقد فُصّلت في رسائل بولس والأناجيل، ورأى بول أن المؤمنين يخلصون بالمشاركة في موت يسوع وقيامته. رأى المسيحيون الأوائل أنهم يعقدون عهدًا جديدًا مع الله، متاحًا لليهود والوثنيين، بتضحية يسوع المسيح وقيامته. فصّل آباء الكنيسة والكتاب القروسطيون والعلماء الحديثون الأفكار المسيحية الأولى عن شخص المسيح ودوره القرباني في الخلاص الإنساني، في نظريات غفرانية متنوعة، منها نظرية الفداء، ونظرية المسيح الغالب، ونظرية الخلاصة، ونظرية الإرضاء، ونظرية الاستبدال العقابي، ونظرية التأثير الأخلاقي.
تقسم نظريات الخلاص المختلفة الطوائف المسيحية المتنوعة، ومن ذلك اختلاف تعريفات  الخطيئة والفساد (الطبيعة الخاطئة للإنسان) والتكفير (وسائل الله لإزالة عواقب الخطيئة) والغفران (مسامحة أو عذر الخطيئة بمعاناة يسوع وموته وقيامته).

## التعريف والمجال
الخلاص في المسيحية (أو النجاة أو الفداء) هو «حفظ الإنسان من الخطيئة وعواقبها، ومن ذلك الموت والانفصال عن الله» بموت المسيح وقيامته.
لا يتعلق الخلاص المسيحي بالغفران وحده، بل وبسؤال كيف يشارك المرء بهذا الخلاص، بالإيمان أو المعمودية أو الطاعة، وبسؤال إن كان الخلاص فرديًّا أو كونيًّا. ويتعلق الخلاص بأسئلة أخرى عن الحياة الأخرى، منها «الجنة والنار والمطهر ونوم الروح والفناء». من خطوط الصدع بين الطوائف المختلفة التعاريف المختلفة للخطيئة والتكفير والغفران.

## الخطيئة
يصف علم الخطيئة المسيحية الخطيئة بوصفها اعتداءً على الله بالاستخفاف بأقانيمه وبالشريعة المسيحية الكتابية، أو بالاعتداء على الآخرين. وهي فعل إنساني شرير، يخالف الطبيعة العقلانية للإنسان، ويخالف طبيعة الله وشريعته السرمدية. وحسب تعريف أوغسطينوس، فإن الخطيئة «كلمة أو فعل أو رغبة تخالف شريعة الله السرمدية».
وصف التراث المسيحي الخطيئة بوصفها جانبًا أساسيًّا في التجربة الإنسانية، سببته الخطيئة الأصلية، أو الخطيئة السلفية، وهي سقوط الإنسان الذي جاء من تمرد آدم بأكله للفاكهة المحرمة من شجرة معرفة الخير والشر. تبنى بولس هذا في رسالته إلى الرومان 5:12–19، ونشرها أوغسطينوس إلى الغرب، وطورها إلى فكرة «الخطيئة الموروثة» قائلًا إن الله يجازي كل بني آدم وحواء بخطيئة تمرد آدم، وأن كل الناس يستحقون غضب الله ولعنته، بعيدًا عن أي خطيئة يفعلونها بأنفسهم.
الفساد الكلي (أو الفساد العام أو الجذري) عقيدة لاهوتية مأخوذة من مفهوم الخطيئة الأصلية. وهي التعليم القاضي بأن كل إنسان ولد في العالم مستعبَد لخدمة الخطيئة بسبب سقوط الإنسان، وهو نتيجةً للطبيعة الأصيلة الساقطة للإنسان، بعيدًا عن نعمة الله الفعّالة أو الوقائية (الممكّنة)، غير قادر على اتباع الله واجتناب الشر أو قبول هدية الخلاص كما قدمها الله. تناصر عقائد بروتستانتية عديدة هذه العقيدة بدرجات مختلفة، منها المجامع اللوثرية والكالفينية، التي تعلم عقيدة النعمة الفعّالة. ويؤمن الأرمنيون، كالميثوديين، بالفساد الكلي للإنسان، ولكنهم يختلفون في تعليم النعمة الممكّنة.

## التكفير
في اللاهوت المسيحي، التكفير هو أن يزيل الله ذنب الخطيئة وعقوبتها، وأن يجعل الخاطئ صالحًا بتضحية المسيح الغافرة. إن وسيلة التكفير منطقة اختلاف مهمة بين الكاثوليكية والأرثوذكسية والبروتستانتية. ينظَر إلى التكفير عادة بوصفه الصدع اللاهوتي الذي يفصل الكاثوليكية عن اللوثرية والتقاليد الإصلاحية البروتستانتية زمن الإصلاح.
بالعموم، تفرّق الأرثوذكسية الشرقية والكاثوليكية والميثودية، بين التكفير الأولي، الذي يحدث في نظرهم عند المعمودية، والخلاص النهائي، الذي يُبلَغ بعد عمر من السعي لفعل إرادة الله (التألّه).
التأله عملية تحويلية هدفها مشابهة الله أو الاتحاد به، حسب تعاليم الكنيسة الأرثوذكسية الشرقية والكنائس الكاثوليكية الشرقية. يأتي التأله بوصفه عملية تحويلية، من آثار التطهّر (تطهير العقل والبدن) والتبصّر (الاستنارة ورؤية الله). وحسب التعليم المسيحي الشرقي، فإن التأله هو هدف الحياة الإنسانية. وإنما يُقدَر على التأله في هذا التعليم من خلال تعاون (أو شراكة) بين الفعل الإنساني وطاقات الله غير المخلوقة (أو أفعاله). أما التأليه، وهو مصطلح مرادف، فيعني الأثر التحويلي للنعمة الإلهية، أو روح الله أو غفران المسيح. يختلف التأله والتأليه عن التقديس، الذي لا يكون إلا للأشياء، وعن التمجيد.
يعتقد الكاثوليكيون أن الإيمان الفاعل بالخير والأعمال الصحالة يكفّر أو يزيل عبء الخطيئة عن الإنسان. غفران الخطايا موجود وطبيعي، أما التكفير فقد تبطله الخطايا الفانية.
في العقيدة البروتستانتية، تُغطّى الخطيئة بهذا، وينسب الصلاح لصاحبه. في اللوثرية والكالفينية، ينظَر إلى الصلاح على أنه ينسَب إلى الخاطئ بالإيمان وحده، من دون الفعل. يؤمن البروتستانتيون أن الإيمان من دون الأفعال قد يكفر خطايا الإنسان لأن المسيح مات من أجل الخاطئين، ولكن كل إيمان حق ينتج أفعالًا صالحة، كمان أن الشجرة الطيبة تثمر ثمارًا طيبة. ويرى اللوثريون أن التكفير قد يذهب بذهاب الإيمان.

## الغفران
ترد كلمة الغفران عادة في العهد القديم ترجمةً للكلمة العبرية كيبر وكيبوريم، التي تعني الكفارة. أما الكلمة الإنكليزية atonement فكانت تعني في أصلها at-one-ment أي الاتحاد أو الانسجام مع أحد. حسب معجم كولنز الإنكليزي، تستعمل الكلمة لوصف مصالحة الله للعالم من خلال المسيح، وتعبر كذلك عن تصالح الإنسان الفرد والله. حسب معجم أوكسفورد للكنيسة المسيحية، فإن الغفرات في اللاهوت المسيحي هو «تصالح الإنسان والله من خلال موت المسيح القرباني».
يعتقد معظم المسيحيين أن لا حدود للغفران، ولكن بعضهم يعتقد أن الغفران محدود للذين قُدر عليهم الخلاص، وإن فوائده الأولية ليست لكل الناس بل للمؤمنين وحدهم.

### نظريات الغفران
ورد في العهد الجديد عدد من مجازات العهد القديم ومصطلحاته لوصف أقنوم يسوع وموته. ومنذ القرن الثاني الميلادي، بدأت تظهر عدة نظريات عن الغفران لشرح موت يسوع، وفهم المجازات الواردة في العهد الجديد لفهم موته. على مدى القرون، اعتقد المسيحيون اعتقادات مختلفة عن كيفية تخليص يسوع للناس، ولم تزل الآراء المختلفة حاضرة في الطوائف المسيحية المختلفة. يقول سي مارفن بيت، «إن لغفران المسيح ثلاثة جوانب حسب الكنيسة الأولى: الغفران النيابي (أو الاستبدالي)، والموت الأخروي للشيطان (المسيح المنتصر) وتقليد المسيح (المشاركة في موت المسيح وقيامته)». لاحظ بيت أن هذه الجوانب الثلاثة كانت مشتبكة في الكتابات المسيحية الأولى ولكن اشتباكها اضمحل منذ الزمن الآبائي. بسبب أثر دراسة غوستاف أولين المسماة المسيح المنتصر (كريستوس فيكتور) عام 1931، أصبحت نظريات الغفران ونماذجه المتنوعة التي تطورت بعد كتب العهد الجديد تصنف في ثلاث فئات: «النموذج الكلاسيكي»، و«النموذج الموضوعي»، و«النموذج الذاتي».